# FM-Soundprocessing
Unter FM-Soundprocessing (häufig kurz auch nur Soundprocessing, engl. für Klangbearbeitung) versteht man ein Mitte der 1970er-Jahre ursprünglich in den USA von Bob Orban entwickeltes Verfahren zur Verbesserung der Modulation von FM-Hörfunksendern. Mit dem Aufkommen der kommerziellen Radiostationen in Deutschland Mitte der 1980er Jahre hielt Soundprocessing auch hier Einzug in der Rundfunkszene.
Beim Soundprocessing werden Pegel, Dynamik und Frequenzspektrum des Audiosignals nach einstellbaren Vorgaben in Echtzeit aufbereitet, oft in einem einzigen Gerät über mehrere Bearbeitungsstufen hinweg.
Dabei ist das Hauptziel eines Radioprogramms, den Klang so zu manipulieren, dass das Programm bei der Aussendung stets die maximal mögliche Lautheit erzeugt, sodass möglichst viele potentielle Hörer aufgrund des "fetten" Klanges beim entsprechenden Sender bleiben. Außerdem kann man durch Processing erreichen, dass sich der Klang von Musik aus verschiedenen Jahrzehnten angleicht, sodass Radiosender, die ein Musikprogramm aus unterschiedlichen Produktionszeiten spielen, ein gleichmäßiges Klangbild anbieten können.
Moderne volldigitale Soundprozessoren beinhalten meist u. a. folgende oder ähnliche Stufen:
- AGC (Automatic Gain Control) zur Pegelanpassung des vom Studio gelieferten Eingangssignals
- Bass Enhancer
- Equalizer
- Mehrband-Compressor/Limiter zur Signalverdichtung
- HF-Enhancer (Zugabe von Oberwellen)
- Clipper (Peak-Limiting) und
- Composite Clipper (MPX-Limiting).

Diese teilweise sehr schwerwiegenden Eingriffe bestimmen den Gesamtklang eines Radioprogrammes maßgeblich und sorgen dafür, dass quasi kein Radioprogramm wie das andere klingt.
Dabei liegt der Klang immer im Ermessen des Einstellenden. Dieser muss beurteilen können, ob seine Einstellung den Geschmack der Hörer trifft.
Aufgrund der hohen Komplexität wird Soundprocessing in der Regel von spezialisierten Experten eingestellt.
De-facto-Standard sind Geräte der US-Hersteller Orban (Optimod) oder Telos (Omnia). Zusätzlich werden in die Sendesignalkette (Airchain) mitunter weitere Geräte wie Stereo-Image-Prozessoren Stereomaxx, Leveler o. Ä. geschaltet.
In der Praxis zeigt sich häufig, dass wegen dieser hohen Komplexität (und der Unterschiede des gespielten Musikmaterials) durch ein nicht optimal eingestelltes Processing nichtlineare Verzerrungen (Übersteuerung der Modulation), Verlust der spektralen Balance, und Kompressionsartefakte auftreten (welche sich durch stark „pumpende“ Lautstärke zeigen). Leise Musikpassagen werden im Pegel zu sehr angehoben, dagegen klingen laute Passagen „gequetscht“.
Inzwischen gibt es auch in Deutschland Vorgaben zur Lautstärke. Bei FM muss zusätzlich zum Hub (<=75 kHz) auch auf die MPX-Leistung geachtet werden (Leistung des Signals 0 dB, gemittelt über eine Minute). Bei Digital Radio wurde die EBU R128 eingeführt (-18 LUFS), damit die Sendeanbieter wieder weg von der Komprimierung zurück zu einem dynamischen natürlichen Sound gehen, um die digitale Technologie ohne Rauschen wieder optimal auszunutzen.
Es hat sich jedoch gezeigt, dass die meisten Sender ihren ursprünglichen komprimierten Klang beibehalten und lediglich ihr Signal niedriger aussteuern, um diese Grenze nicht zu überschreiten. Dadurch sind diese zwar etwas leiser und verletzen keine Auflage, klingen jedoch genau so komprimiert wie vorher.
Moderne digitale Soundprozessoren sind im Prinzip nichts anderes, als Computer, die mit entsprechender Processingsoftware bespielt sind. Daher gibt es inzwischen einige Anbieter, die ein vollumfängliches Soundprocessing in Form von Software zur Verfügung stellen, z. B. RADIO OPTIMIZER, Breakaway, oder Stereo Tool.
Solche Softwarelösungen sind sogar zur Aufbereitung für UKW Aussendungen unter Einhaltung von Hub und MPX-Leistung fähig.